# Guiguinto
Guiguinto è una municipalità di seconda classe delle Filippine, situata nella Provincia di Bulacan, nella Regione del Luzon Centrale.
Guiguinto è formata da 14 baranggay:
- Cutcut
- Daungan
- Ilang-Ilang
- Malis
- Panginay
- Poblacion
- Pritil
- Pulong Gubat
- Santa Cruz
- Santa Rita
- Tabang
- Tabe
- Tiaong
- Tuktukan